# مویو د کلوی
مویو د کلوی (به ایتالیایی: Moio de' Calvi) یک کومونه در ایتالیا است که در استان برگامو واقع شده‌است. مویو د کلوی ۶٫۲ کیلومتر مربع مساحت و ۲۰۸ نفر جمعیت دارد و ۶۵۴ متر بالاتر از سطح دریا واقع شده‌است.